# Oodji
Oodji (anteriormente conocida como OGGI) es una empresa rusa textil centrada en la elaboración de ropa de bajo costo fundada en 1998.

## Historia
La empresa fue fundada en San Petersburgo, la segunda ciudad más poblada de Rusia, en 1998 bajo el nombre italiano OGGI, cuyo significado es "hoy". Al inicio, la línea de productos estaba centrada al público femenino joven y con fabricación de prendas en la misma ciudad. Después de unos años de expansión a nivel nacional, en 2005 abrieron un estudio de diseño en París, Francia desde el cual se diseñaron nuevos productos para los estados postsoviéticos, tales como Ucrania, Bielorrusia y Uzbekistán entre otros, llegando a tener 400 tiendas.
En 2015, la empresa cerró todas sus tiendas de Polonia, Eslovenia y República Checa, sumando un total de 16, para centrarse en los comercios que poseían en el mercado nacional. Al año siguiente, decidieron cambiar de estrategia y crecer mediante portales digitales, accediendo a los mercados de Europa Occidental tales como Alemania, Francia y España, pero esta vez sin tiendas físicas, sino mediante Amazon.

## Empresa
La empresa textil, dirigida por el multimillonario Dmitry Garbuzov, se enmarca en dentro del conocido como fast fashion, caracterizado por capturar las tendencias de la moda y que estas, se diseñen y fabriquen de manera rápida y económica para permitir que el consumidor convencional pueda comprarlo a un precio menor, tales como otras empresas del mismo sector como Inditex, Primark o H&M entre otras. La línea de producción inicial se centró en la moda de chicas jóvenes y, una vez internacionalizada, extendió su abanico a un público más amplio, incluyendo chicos y posteriormente, ampliando la edad del público objetivo. 

### Fabricación

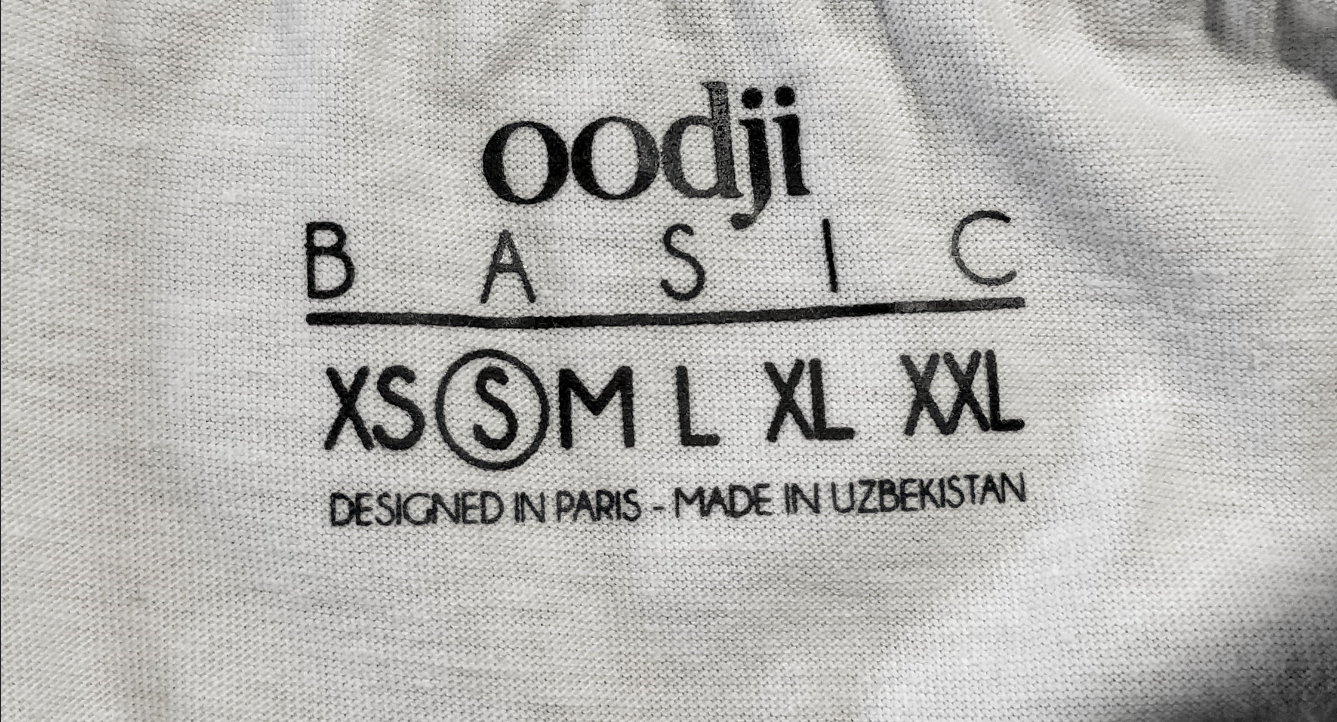
Etiquetado obligatorio, mostrando el lugar de diseño, París, y el de fabricación, Uzbekistán.

Aunque en sus inicios la producción era local, en 2012 la mayor parte de la producción ya venía desde Asia, calculados en 24 millones de piezas de ropa anuales, principalmente de Uzbekistán, en la ciudad de Samarcanda y también en países cercanos como Bangladés.